# Anton Balthasar König
Anton Balthasar König (né le 13 décembre 1753 et mort le 14 janvier 1814 à Berlin) est un historien et généalogiste prussien.

## Biographie
König est diplômé du lycée de Cölln de Berlin, puis travaille comme greffier et secrétaire à la direction générale (de). À partir de 1800 environ, il est employé comme conseiller de l'Ordre de Saint-Jean. König devient connu pour son travail historique et généalogique,.

## Travaux
- Biographisches Lexikon aller Helden und Militärpersonen, welche sich in preussischen Diensten berühmt gemacht haben, 4 Teile. Berlin 1788–1791; Nachdruck in 4 Teilen: LTR, Starnberg 1989  (ISBN 3-88706-305-8).
- Lebensbeschreibung des Königl. Preuß. Generalfeldmarschalls Kurt Christoph Grafen von Schwerin: Bei Gelegenheit des Bergerschen Kupferstiches, den Tod Schwerins vorstellend, aufgesetzt. Kunze, Berlin u. Frankfurt a. d. Oder 1790 (Digitalisat).
- Leben und Thaten Jakob Paul Freiherrn von Gundling, Königl.-Preussischen Geheimen Krieges-, Kammer-, Ober-Apellations- und Kammergerichts-Raths wie auch Zeremonienmeisters und Präsidenten bei der Königl. Societät der Wissenschaften etc. eines höchst seltsamen und abenteuerlichen Mannes, Berlin 1795 (Nachdruck: Berliner Handpresse, Berlin 1980).
- Berlin, von seiner Entstehung bis auf gegenwärtige Zeit historisch-geographisch beschrieben. Nebst einigen Bemerkungen über Literatur, Sitten und Gebräuche seiner Einwohner, Dieterici, Berlin 1798.
- Authentische Nachrichten von dem Leben und den Thaten George Freiherrn von Derfflinger (Digitalisat).
- Historisch-merkwürdige Beyträge zur Krieges-Geschichte des großen Churfürsten Friedrich Wilhelms in der Lebensbeschreibung Otto Christophs Freyherrn v. Sparr (Digitalisat).